# Jean-Baptiste Rondelet
Jean Rondelet (Lyon, 4 de junio de 1743 - París, 27 de septiembre de 1829), a veces llamado Jean-Baptiste Rondelet fue un arquitecto y teórico de la arquitectura francés. Durante 42 años, de 1770 a 1812, se dedicó al Panteón de París.

## Biografía
Jean Rondelet es un descendiente directo de Guillaume Rondelet, médico e ictiólogo. Leonard, su padre, era un albañil lionés. Su madre, Barbe Rey, era de Saint-Symphorien-d'Ozon.
La familia era muy numerosa, pero se quiso dar educación a todos. Rondelet hizo sus clases en el colegio jesuita de Lyon, donde aprendió no sólo latín e italiano, sino también materias científicas. Luego fue empleado por su padre. Jean se convirtió en maestro albañil y ejerció con Toussaint-Noël Loyer, colaborador lionés de Jacques-Germain Soufflot.
En 1763 se trasladó a París. Los medios de la familia no eran suficientes, y, afortunadamente con buen estado de salud, debió, durante 7 años, trabajar y estudiar a la vez. Varios proyectos de arquitectura surgían en la capital: la Bolsa de comercio de París (1762-1782), de Nicolas Le Camus de Mézières; la Escuela de Cirugía (1769-1775) de Jacques Gondouin; el Hôtel de la Monnaie (1767-1775), de Jacques-Denis Antoine; el teatro de la Comédie-Française (1768-1782), de Charles De Wailly y Marie-Joseph Peyre; y la iglesia de Santa Genoveva, ahora conocida como el Panteón y confiada a Soufflot.
Rondelet siguió los cursos de Jacques-François Blondel en la Academia de arquitectura. Escribió una memoria en contra de la opinión de Pierre Patte sobre la terminación de la iglesia de Santa Genoveva. Fue contratado por Soufflot, que trabajaba en ese momento en el edificio.
Soufflot murió en 1780, y los trabajos se detuvieron. Pero una memoria de Rondelet sobre una nueva demarcación geográfica había atraído la atención. El rey le ofreció una estancia en Roma (1783-1784). A su regreso los trabajos se reanudaron; Rondelet asumió de nuevo sus funciones de inspector y en 1806 se convirtió en director de los trabajos.
Louis-Pierre Baltard y Jean Rondelet fueron candidatos en el concurso para la transformación, según deseos de Napoleón, de Santa genoveva en «Templo de la Gloria» (temple de la Gloire), en memoria de los ejércitos napoleónicos.
Recibió la Legión de Honor de Luis XVIII en 1814 y fue elegido miembro de la Académie des Beaux-Arts en 1815.

## Realizaciones

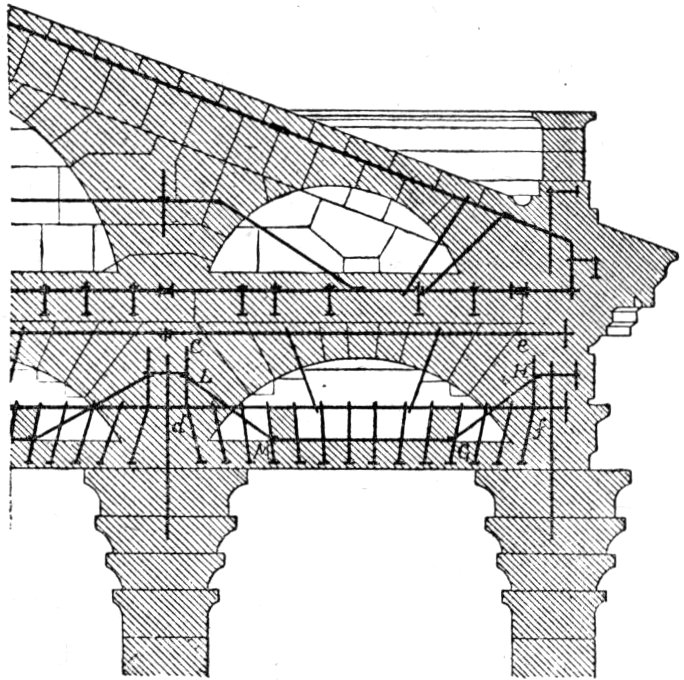
Utilización de la «pierre armée» en el Pantéon — Pierre Chabat, Dictionnaire des termes employés dans la construction, 1881, según Rondelet

Los problemas que planteó la construcción de Pantéon llevaron a Rondelet a crear soluciones teóricas y prácticas innovadoras:
- para desarrollar su propia teoría de las cúpulas (en respuesta a las críticas formuladas por Pierre Patte);
- para descubrir los sistemas de refuerzo de los arquitrabes con barras de metal (anticipando así el uso combinado de varios materiales que se encuentra en el hormigón armado);
- para realizar máquinas para medir la resistencia de materiales de piedra.

Su Traité [Tratado] pretendió establecer una ciencia de la construcción que garantizase la resistencia, durabilidad y economía de la arquitectura; que tratase a los componentes del edificio y al edificio en su conjunto, desde el punto de vista puramente estructural, sin abordar la composición arquitectónica y la ornamentación. La distribución de los elementos de construcción y de módulos estructurales hizo del Tratado de Rondelet un texto complementario de la enseñanza de Jean-Nicolas-Louis Durand en sus Précis des leçons d'architecture données à l'École polytechnique.
El éxito del Traité derivó de la claridad del método y de la propuesta de herramientas de concepción de aplicación fácil. La teoría propuesta para la construcción de los muros no puede ser considerada verdaderamente científica; sino que se basa en el análisis empírico de muchos ejemplos de edificios históricos, acompañados de la interpretación de los fenómenos físicos reales que afectan a los edificios. Esta teoría tuvo el mérito de proporcionar suficientes soluciones, pero la ciencia de la época no fue capaz de proporcionar las herramientas que necesitaba. El Traité siguió siendo utilizado hasta principios del siglo XX por razones de economía y de rapidez de ejecución.

## Obras

### Publicaciones
- Mémoire historique sur le dôme du Panthéon français, 1797
- Mémoire sur la reconstruction de la coupole de la Halle au blé de Paris, avec la description des moyens pour l'exécuter en pierre de taille, en briques, en bois et en fer, Paris, 1803 (La poussée dont on a cherché à effrayer les constructeurs, dépend presque toujours de la manière dont les voûtes sont construites.[7])
- Mémoire sur la marine des anciens et sur les navires à plusieurs rangs de rames, 1820
  - Memoria su la marineria degli antichi e su i navigli a parecchi ordini di remi, trad. Luigi Masieri, 1840
- Traité théorique et pratique de l'art de bâtir,  7 volúmenes, 1817 (lire en ligne) (Este tratado conoció 17 ediciones francesas[8]) 
  - (en italiano) Trattato teorico e pratico dell'arte di edificare, trad. y notas de Basilio Soresina — En línea: t.|1 , 1832 ; t.|3 , partie 1, 1833 ; t. 5 , 1835
  - Edición revisada y completada por Guillaume Abel Blouet, aparecido en 1847.

### Publicaciones anónimas
Rondelet hizo publicar anónimamente sus puntos de vista sobre el conflicto desencadenado por Pierre Patte, Mémoire sur la construction de la coupole, projetée pour couronner la nouvelle église de Sainte Geneviève à Paris [Memoria sobre la construcción de la cúpula, diseñada para coronar la nueva iglesia de Santa Genoveva en París], 1770, 38 p..
- Doutes d'un marguillier sur le problème de M. Patte, concernant la coupole Sainte Geneviève, 1770
- Lettre d'un graveur en architecture à M. Patte son confrère, à l'occasion de son Mémoire sur l'église de Sainte-Geneviève, 1770
- Mémoire en réponse à celui de M. Patte, relativement à la construction de la coupole de l'église de Sainte-Geneviève, 1772

### Traducciones
- Commentaire de S. J. Frontin sur les aqueducs de Rome, 1820 — Latin et français en regard.}} 
  - Planches du commentaire de S. J. Frontin. Première partie, trad. J. Rondelet, 1820 (Ver en línea) («S. J. Frontin» es Sextus Iulius Frontinus, cónsul romano y administrador de aguas .)
  - (en italiano) Descrizione dei principali aquidotti construtti sino ai giorni nostri, 1841

### Contribuciones a la Encyclopédie méthodique
Rondelet colaboró en la Encyclopédie Méthodique, Botanique:
- 129 artículos, del término aire al término grue}}

## Anexos

### Memoria
- Antoine Vaudoyer pronunció su elogio fúnebre.
- Jean-Jacques Elshoecht esculpió su busto, datado en 1845[11][12].
- Desde 1868, la rue Rondelet, en el 12e arrondissement de Paris de Paris, lleva su nombre.